# Psyrassa cribricollis
Psyrassa cribricollis är en skalbaggsart som först beskrevs av Bates 1885.  Psyrassa cribricollis ingår i släktet Psyrassa och familjen långhorningar. Inga underarter finns listade i Catalogue of Life.